# Корну

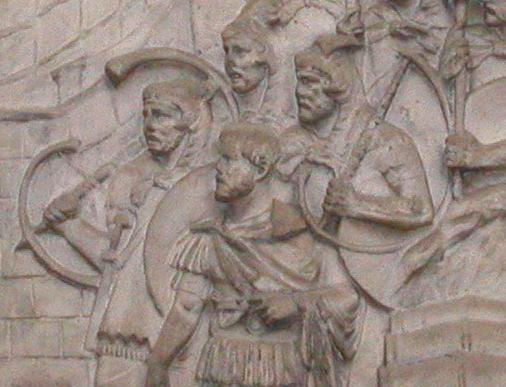
Рельєф зі зображенням корніценів та буцинаторів на Колоні Траяна у Римі

Ко́рну (лат. cornu — «ріг») — мідний духовий інструмент, який використовували в армії Стародавнього Риму. Корну використовували у римській армії як сигнальний інструмент поряд з буциною, а також у різних урочистих церемоніях. Музикант, що грав на корну, називався ко́рніцен або ко́рнікен (cornicen, множина cornicinēs).
Корну був подібний до буцини, проте дещо менший, близько 3 м завдовжки, являючи собою вузьку мідну циліндричну трубу, з мундштуком у формі чашки, зігнуту у вигляді широкої літери «G» та розтрубом, за який корніцен утримував інструмент під час гри. Впоперек інструмента проходила розтяжка.